# 阿西洛马会议

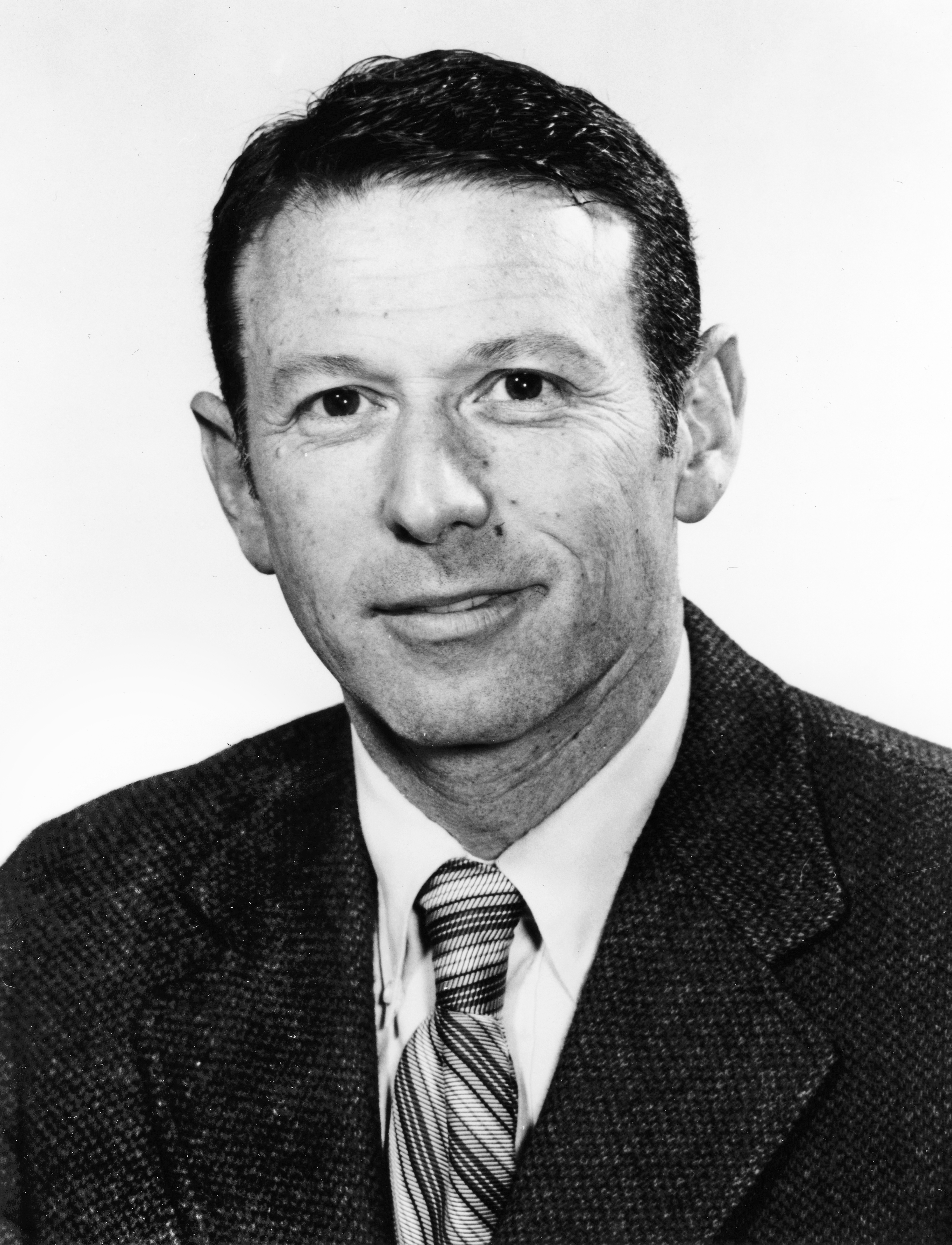
保罗·伯格，重组DNA技术领域的领先研究员 ，随后与沃尔特·吉尔伯特和弗雷德里克·桑格分享了1980年诺贝尔化学奖。他帮助组织了此次会议。

阿西洛马会议是由保罗·博格组织的一次重要会议，1975年2月在美国加州阿西洛马海滩的会议中心举行。会议讨论潜在的生物危害和生物技术的监管 。一组由约140名专业人员（主要是生物学家 ，但也包括律师和医生 ）参加了会议。会议期间制定了准则，以确保重组DNA技术的安全性。 会议还从科学研究领域延伸到了公共领域，可以视为应用预防原则的一个例子。
这些准则的影响至今仍然存在于生物技术工业和广大公众在相关科学话题上的讨论。由于潜在的安全隐患，全世界的科学家都暂时停止了使用重组DNA技术组合不同生物DNA的一切实验。 在这些准则制定以后，科学家们才继续他们的研究。增加了关于生物学的基本知识和公众对生物医学研究的兴趣。

## 会议背景
重组DNA技术随着20世纪50年代和60年代开始的生物学进步而出现。 在这几十年中，将结构化学、生物化学和信息技术与经典遗传学的中心问题相结合的趋势变得更加明显。 这个传统的两个主要的基本概念是：
- 基因由DNA组成
- DNA编码是确定复制和蛋白质合成过程的信息。

这些概念体现在詹姆斯·沃森和弗朗西斯·克里克提出的DNA模型中。对沃森-克里克模型的进一步研究产生了反映在操纵DNA的新方法中的理论进展。这些方法之一是重组DNA技术。

### 实验设计
该技术需要来自不同物种的DNA的连接以及随后将杂交DNA插入宿主细胞。保罗·博格是开发重组DNA技术最早的一批科学家之一。在他1974年的实验设计中，他将猴病毒 SV40 切割（切成片段）， 然后切割另一种病毒的双螺旋（噬菌体 λ ）的抗菌剂。 在第三个步骤中，他将DNA从SV40固定到来自噬菌体 λ 的DNA。最后一步涉及将突变遗传物质转移到大肠杆菌的实验菌株中。 然而，最后一步在当时的实验中没有完成。 

### 生物安全问题萌发
博格没有完成他的最后一步，是考虑到与最后一步操作相关的生物危害的几个研究者的请求。已知SV40在小鼠中会引起癌症肿瘤发展，而大肠杆菌（虽然不是博格使用的菌株）寄生在人的肠道中。 由于这些原因，其他研究者担心最后一步会产生的经过复制的SV40的DNA可能逃到环境中并感染实验室工作人员。这些工作者可能因此成为癌症受害者。
关注的这种潜在的生物危害的一部分研究人员和其他人联名致函美国国家科学院（NAS）院长。 在本信中，他们要求他任命一个特设委员会，研究这项新技术的生物安全后果。 这个委员会称为美国国家科学院重组DNA分子委员会，建立于1974年。其结论是，有必要举行一次国际会议来解决这些问题。会议结束前，生物学家应该停止涉及重组DNA技术的实验。

## 会议内容

### 规定原则
阿西洛马会议于1975年在加利福尼亚州蒙特雷半岛的阿西洛马会议中心举行 。会议的主要目标是解决重组DNA技术所带来的生物危害。在会议期间，建立了指导如何安全使用这项技术进行实验的原则。 处理潜在风险的原则是 
1. 在实验设计中应当着重考虑控制危害；
2. 控制的有效性应尽可能接近估计的风险。[8]

会议还建议使用生物屏障限制重组DNA的扩散。这样的生物屏障包括使不良细菌无法在自然环境中存活。其他生物屏障是非传播的、同样只能在特定宿主中生长的载体（质粒，噬菌体或其他病毒）。
除了生物屏障，会议主张使用额外的安全措施。其中之一是物理控制，例如使用隔离罩或在适当情况下使用限制进出的或负压实验室。 另一个因素是严格遵守良好的微生物操作，这可以限制生物从实验场景中逃脱。 此外，教育和培训参与实验的所有人员对于有效控制生物危害至关重要。 

### 给出建议
阿西洛马会议还提出了需要匹配不同类型实验所需的危害控制措施类型的建议。 这些建议是基于对于实验不同的风险水平，需要不同程度的危害控制措施（即最低、低、中等和高风险）。  
- 危害控制措施的最低风险水平仅用于实验，其中生物危害可以被准确地评估，并且危害预期是最小的。
- 低风险控制水平适合于产生新的生物型的实验，但是已知信息表明重组DNA不能明显改变目标物种的生态行为、显著增加其致病性或任何操作时感染的有效治疗。
- 控制的中度风险水平旨在用于存在产生具有致病性或生态破坏的显著潜力的生物的可能性的实验。
- 高风险控制水平旨在用于实验，其中新的生物体的生态破坏或致病性潜力可能是严重的，可能对实验室人员或公众造成严重的生物危害。

这些控制程度等级和前文提到的安全措施形成了研究者在未来实验中使用的准则的基础。所述准则涉及使用来自原核生物、噬菌体和其他质粒、病毒和真核生物的DNA构建和繁殖重组DNA分子。 

### 实验的建议
对于原核生物、噬菌体和其他质粒，当重组DNA分子的构建和它们的繁殖涉及已知自然交换遗传信息的原核试剂时，可以最小风险控制设施中实验的进行。 对于从通常不交换遗传信息或产生新的生物型的物种DNA中获取和繁殖重组DNA分子的实验，应至少在低风险控制设施中进行。 如果实验增加受体物种的致病性或导致物种产生新的代谢途径，则使用中度或高风险的控制设施。对于使某种人类病原体对抗生素或消毒剂的耐药性范围扩展的实验，只在中度或高危险的控制设施中进行。 
当使用动物病毒时，涉及将病毒基因组或基因组区段连接到原核细胞载体上的实验和它们在原核细胞中的繁殖时，应仅在载体 - 宿主系统中进行，且所述载体 - 宿主系统在实验室外生长能力是有限的。 随着更安全的载体 - 宿主系统的出现，这样的实验可以在低风险的设施中进行。在设计为在动物细胞中引入或繁殖来自非病毒或其它低风险的DNA的实验中，只有低风险的动物DNA可用作载体，并且操作限于中度风险控制设施。 
对于真核生物，使用来自温血脊椎动物基因组的重组DNA技术来克隆DNA片段的尝试仅使用在实验室外和在中等风险控制设施中生长能力明显受限的载体 - 宿主系统中进行。这是因为它们潜在地含有对人类潜在致病的隐蔽性病毒基因组。 然而，除非生物体产生危险物质，来自冷血脊椎动物和所有其他低等真核生物的重组DNA可以用在低风险控制设施中可得到的最安全的载体 - 宿主系统构建和繁殖。 此外，来自执行已知功能并被判断为无毒的任何来源的纯化DNA可以用可获得的载体在低风险控制设施中克隆。 

### 禁止实验
除了控制所进行的实验风险之外，准则还禁止一部分其他实验的进行。其中之一是克隆来自高致病性生物体的重组DNA。 此外，根据指南，不允许克隆含有毒素基因的DNA，也不允许使用能够产生对人、动物或植物潜在有害的产物的重组DNA的大规模实验。 禁止这些实验是因为当时的安全预防措施不能控制潜在的生物危害。 

### 科学与公众
会议的与会者还努力将科学融入公众领域，可能的动机是水门事件。 这起丑闻是由于1972年民主党全国委员会总部水门综合大厦的入侵而造成的。在案件发生两年后发现了录音证据，表明尼克松总统在一周后讨论了掩饰此事件。在录音带发现三天后，尼克松从总统办公室辞职。 这一事件将国家的注意力集中在政府保密促进非法和不道德行为的问题上，政治科学家伊拉·卡门（Ira H. Carmen）建议，这促使阿西罗马会议的科学家把科学纳入公众的眼中，以确保他们不会被掩盖而受指控。 此外，根据保罗·博格博士和玛克辛·辛格博士的说法，科学家避免了限制性立法，因为它们就如何开展研究达成了共识。
将科学带入公众眼中也与重组DNA技术进入工业世界的速度快速同步。 由于技术的实际应用，使用它的研究资金开始更多地来自私营企业，更少来自公共部门。 此外，许多分子生物学家曾经将自己局限于学术界，发展与私营企业的关系作为股权所有者、企业高管或顾问。 这导致了一个生物技术产业的创立。在这段时间里，社会上在重组DNA的危害上进行了多次辩论。 科学家最终赢得了这些辩论，他们认为危害被夸大了，研究可以安全地进行。   1978年3月在《聯邦公報》上发表的阿斯考特报告中可以看出这一点。该报告强调重组DNA对一般社区的危害很小，对公众没有实际的影响。 因此，随着工业发展的高经济压力和1979年以后更加支持性的政治环境，基于重组DNA的研究和工业继续扩大。

## 会议的意义
在会议之后的几年里，人们逐渐发现此次会议的巨大意义。 根据保罗·博格博士和玛克辛·辛格博士1995年的发言，这次会议标志着科学和公众讨论科学政策的特殊时代的开始。 会议制定的准则使科学家们能够利用重组DNA技术进行实验。到1995年，这些准则已经主导生物学研究。 这些研究增加了人们关于基本生命过程的知识，例如细胞周期。 此外，会议以及关于重组DNA的公众讨论，增加了公众对生物医学研究和分子遗传学的兴趣。 此时，遗传学及其词汇已成为每日新闻和电视新闻的一部分。 这反过来刺激了关于基因治疗和在农业中使用转基因植物所产生的一些社会、政治和环境问题的知识广泛的公众讨论。 会议的另一个重要成果是它所设定的关于如何应对科学知识变化的先例。 根据会议，对新科学知识、技术的适当反应是制定如何管理它的措施。. 